# Comunità di San Patrignano
La comunità di San Patrignano è una comunità terapeutica di recupero per tossicodipendenti in Italia. Fu fondata nel 1978 da Vincenzo Muccioli. Prese il nome dalla strada del comune di Coriano in provincia di Rimini dove ha sede.

## La storia della comunità
A metà degli anni settanta Muccioli si trasferisce in un piccolo podere nel comune di Coriano di proprietà di sua moglie, con la volontà di aiutare una ragazza con problemi di tossicodipendenza. Erano gli anni del boom dell'eroina in Italia, anni in cui esplose in tutta la sua forza questa nuova emergenza sociale. In poco tempo a lui si uniscono altri volontari ed iniziano ad arrivare altri ragazzi bisognosi di aiuto, finché il 30 ottobre 1979 viene costituita la cooperativa di San Patrignano che ha come suo obiettivo principale fornire assistenza gratuita ai tossicodipendenti ed agli emarginati. 
La comunità cresce in fretta, con il determinante aiuto di Gian Marco e Letizia Moratti che, nel corso del tempo, contribuirono con 286 milioni di euro fin dalla nascita allo sviluppo della comunità. Nel 1984 conta già 500 ospiti, acquistando una grande visibilità in Italia e all’estero e iniziando a dar vita ad una rete di associazioni di volontariato antidroga sul territorio. Nel 1986 gli ospiti sono circa 800. La comunità viene riconosciuta quale ente di formazione professionale dalla regione Emilia-Romagna. L’impegno della comunità nella lotta alla tossicodipendenza è al massimo e di fronte al dilagare del problema Vincenzo Muccioli, Don Mario Picchi, Don Oreste Benzi ed altri responsabili di comunità fondano il Muvlad, Movimento unitario volontari lotta alla droga, che si preoccupa di elaborare una legge a sostegno dei tossicodipendenti, collaborando quindi alla stesura della legge Jervolino – Vassalli, promulgata nel 1990.
Nel 1991 San Patrignano è riconosciuta come fondazione ed ente morale dallo Stato italiano, in seguito all'atto con cui Muccioli e la sua famiglia cedono in donazione tutti i propri beni immobiliari alla comunità. Nel 1994 gli ospiti della Comunità sono circa 1400. Si inaugura il Centro Medico, costruito per contrastare l’epidemia di AIDS. Nel 1995, a seguito della morte di Vincenzo Muccioli, la gestione viene affidata al figlio maggiore Andrea. Sotto la guida di Andrea, la comunità si apre sempre più all’esterno e così nel 1996 si svolge la prima edizione del concorso ippico internazionale “Challenge Vincenzo Muccioli”. San Patrignano assieme ad altre organizzazioni internazionali fonda l’associazione internazionale “Rainbow –International Movement Against Drugs” che annualmente organizza un convegno sui temi della tossicodipendenza. L’impegno della comunità viene riconosciuto anche dalle Nazioni Unite, tanto che viene accreditata nel 1997 come organizzazione non governativa (ONG) con lo status di “consulente speciale presso il consiglio economico e sociale dell’ONU”.
Dal 2002 la comunità inizia a portare avanti in maniera sempre più strutturata il suo progetto di prevenzione, altro cardine della missione di San Patrignano assieme al recupero. Si tratta di interventi di prevenzione rivolti agli studenti delle scuole medie e superiori di tutta Italia attraverso modelli teatrali di formazione “alla pari” , dibattiti e visite in comunità. Dal 2009 le attività di prevenzione di San Patrignano sono riunite nel marchio “WeFree”. Ogni anno la comunità organizza un evento, i WeFree Days, che riunisce organizzazioni di volontariato italiane e internazionali, istituzioni ed esponenti del mondo della scienza e della cultura.
Nell'agosto 2011, dopo sedici anni, termina la gestione affidata ad Andrea Muccioli. Da allora la gestione è affidata a un comitato di garanti, ma con il costante aiuto e sostegno della famiglia Moratti (Letizia e Gian Marco in primis). L'ultimo bilancio del 2017 riporta costi pari a 27 545 000 euro e ricavi pari a 27 375 000 euro. Di questi un quarto deriva dalle donazioni. La comunità nell’arco del 2017 è arrivata ad ospitare 1 542 ragazzi. Nel 2018 la Comunità ha festeggiato 40 anni dalla sua fondazione.

## Gratuità e impatto sociale della comunità

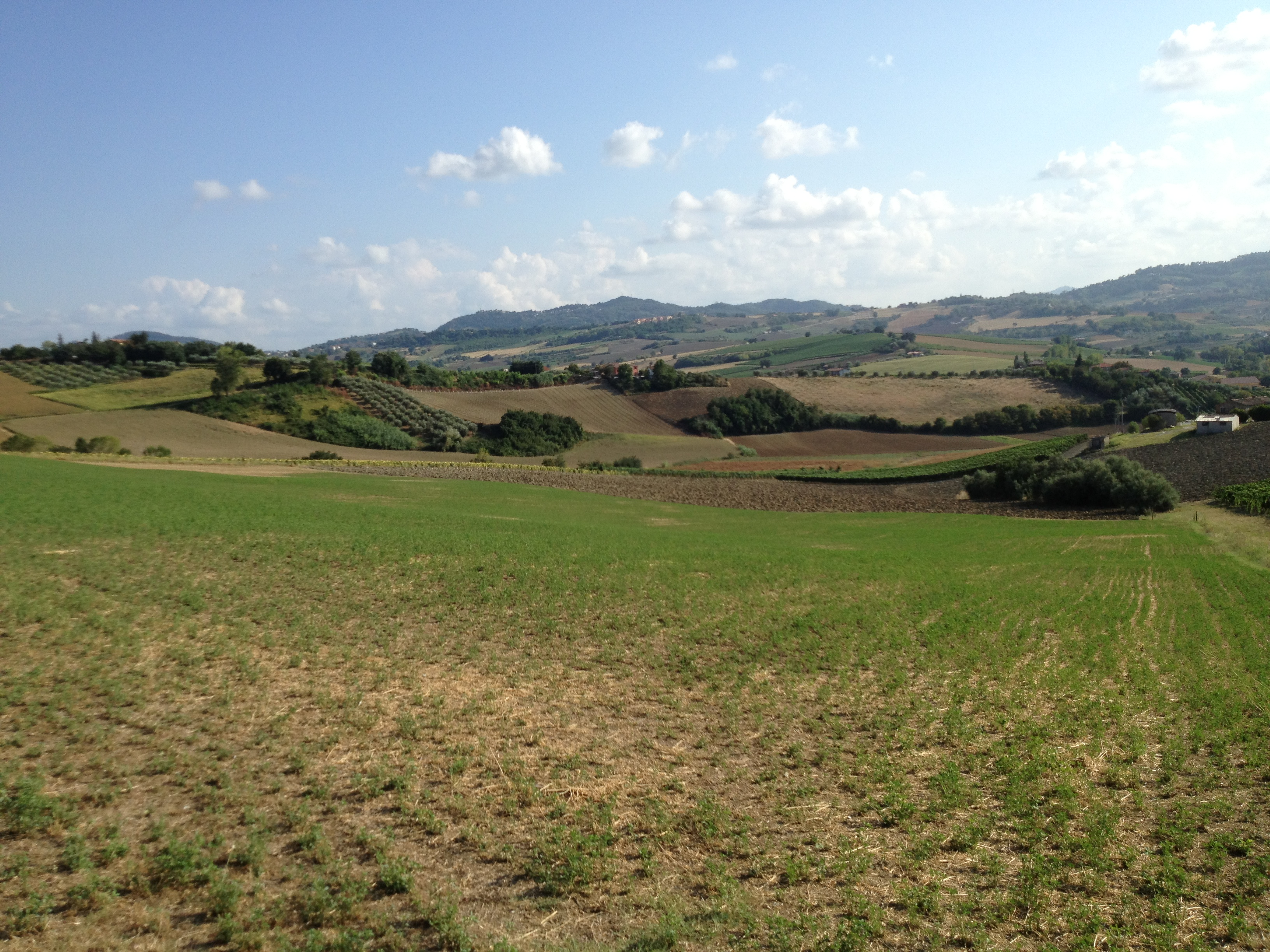
Campagna di Coriano

San Patrignano nel 2017 si è sottoposta per la prima volta al calcolo dello SROI (Social Return On Investment), la misurazione dell’impatto sociale per ogni singolo euro investito nelle sue attività. Questo calcolo ha sottolineato come nel 2017 ogni euro investito su San Patrignano abbia dato un ritorno di 5,21 euro in valore sociale.
Un valore determinato dal risparmio per la collettività derivante dall’aiuto gratuito che la comunità offre a tutti i ragazzi accolti, non percependo rette né dalle famiglie né dallo Stato, dall’impegno nella formazione professionale dei ragazzi accolti e dai risparmi per la collettività derivanti dalla riduzione della criminalità, dato che la comunità ospita tanti ragazzi in regime alternativo al carcere.

## Riconoscimenti
La comunità ha ricevuto gli omaggi e le visite di numerose personalità nazionali ed internazionali, tra cui due Presidenti della Repubblica. Nel 2000 fu Carlo Azeglio Ciampi a voler conoscere di persona l’impegno della comunità. Nel 2018, in occasione del 40 anniversario della fondazione della comunità, invece la visita del Presidente Sergio Mattarella che ha portato il suo saluto ai 1300 ragazzi in percorso all’interno della grande sala da pranzo: "Qui si respira solidarietà, e questo è un patrimonio del nostro popolo, nel DNA degli italiani vi è la solidarietà".
Fra le due visite, nel 2013 la visita del Segretario delle Nazioni Unite Ban Ki Moon che si è rivolto così ai ragazzi: “Qui siete campioni dei diritti umani. Continuate a seguire con compassione chi vi chiede aiuto e portate avanti questo impegno con passione. Non perdete mai questa forza. Il vostro è un messaggio di speranza che ogni ragazzo deve portare con sé quando rientra nella società. Il futuro è nei giovani”.

## La comunità nei media
Nel 2022 è stato girato, presso il centro di recupero per il Gioco d'Azzardo Patologico di Botticella (Rimini), il video dal titolo Storia di Luca, prodotto da Fondazione Ania. Il video racconta, attraverso le parole di un ospite del centro, come il gioco d'azzardo, quando diventa patologico, può assumere conseguenze drammatiche per chi ne fa esperienza. Luca, il protagonista, è un ex-giocatore patologico, che dopo circa venti anni di dipendenza dalle slot-machine ha chiesto e ottenuto aiuto dalla comunità, avviandosi verso un percorso di completa riabilitazione dalla ludopatia.
Il video si avvale di stili narrativi diversi, come il documentario, l’intervista e il romanzo a fumetti, comunicando allo spettatore il forte impatto distruttivo che la ludopatia è in grado di esercitare a chi si avvicina al gioco d'azzardo credendo di poterlo dominare.
Il video fa parte del programma INDipendenza da gioco, realizzato da Fondazione Ania in collaborazione con il Laboratorio di Psicologia Applicata della Università di Roma La Sapienza, diretto da Anna Maria Giannini, volto a prevenire e contrastare il gioco d'azzardo patologico e ad educare verso una gestione oculata del risparmio e del reddito e rivolto a soggetti appartenenti a tutte le fasce di età. Il video è facilmente reperibile in rete.

## Controversie
I metodi utilizzati nella Comunità di San Patrignano hanno suscitato enormi controversie che sono state oggetto di ampio dibattito pubblico, processi giudiziari e serie televisive.
Nell'ottobre 1980 una perquisizione dei Carabinieri nella struttura trova alcuni ospiti incatenati e rinchiusi in un canile. Vincenzo Muccioli viene arrestato e si apre un processo per maltrattamenti e sequestro di persona (il "processo delle catene") che ebbe una vasta eco sui giornali dell'epoca. Il processo si conclude in primo grado con la condanna a 18 mesi di reclusione, mentre in appello Muccioli viene assolto e la sentenza è confermata nel 1990 dalla Cassazione.
Il 7 maggio 1989 invece viene ritrovato a Terzigno (NA) il cadavere di un ragazzo appartenente alla comunità, Roberto Maranzano, ucciso con percosse. Quattro anni più tardi, in seguito alla confessione di un testimone che aveva assistito alla morte del ragazzo, emerse che il giovane fu ucciso a bastonate da tre ospiti della comunità. Per depistare le indagini il cadavere fu trasportato in auto a Terzigno, cercando di far passare l'idea di un delitto legato alla criminalità organizzata. Muccioli fu assolto dal reato per omicidio colposo per non aver commesso il fatto. Fu condannato in primo grado a 8 mesi per favoreggiamento, ma gli fu riconosciuta l’attenuante per “L’avere agito per motivi di particolare valore morale o sociale”. Non seguì per lui il processo d'appello per la morte il 19 settembre 1995 del presunto reo. Vennero pure allo scoperto alcuni suicidi, come quelli di Natalia Berla e Gabriele De Paola, avvenuti il 12 e 13 marzo 1989, e quello di Fioralba Petrucci, risalente al 24 giugno 1992. Tutte e tre le persone si erano suicidate mentre si trovavano in clausura punitiva all'interno della comunità, gettandosi dalle finestre delle stanze in cui erano chiuse.
Nel corso del processo diversi giovani ospitati nella Comunità hanno raccontato di violenze e di soprusi subiti, di misteriosi suicidi e di tangenti. Gli imputati per questo processo sono assolti con sentenza dell’11 giugno 2001 del Tribunale di Rimini “perché il fatto non sussiste”.